# A. Igoni Barrett
Adrian Igonibo Barrett, född 26 mars 1979 i Port Harcourt, är en nigeriansk novell- och romanförfattare, känd som A. Igoni Barrett. Han är son till den jamaicanske författaren Lindsay Barrett.